# Gebroeders Grimm

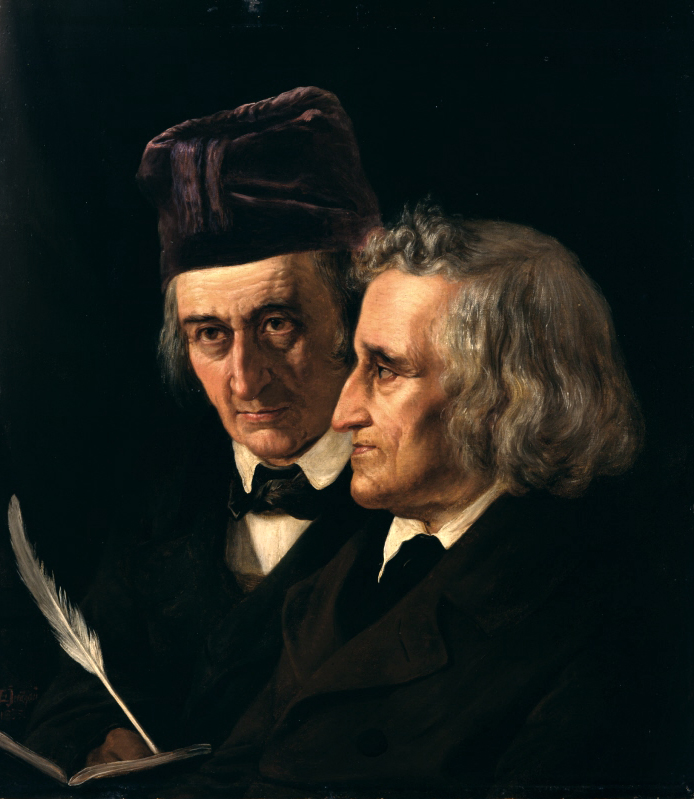
Wilhelm Grimm (links) en Jacob Grimm, door Elisabeth Jerichau-Baumann, 1855

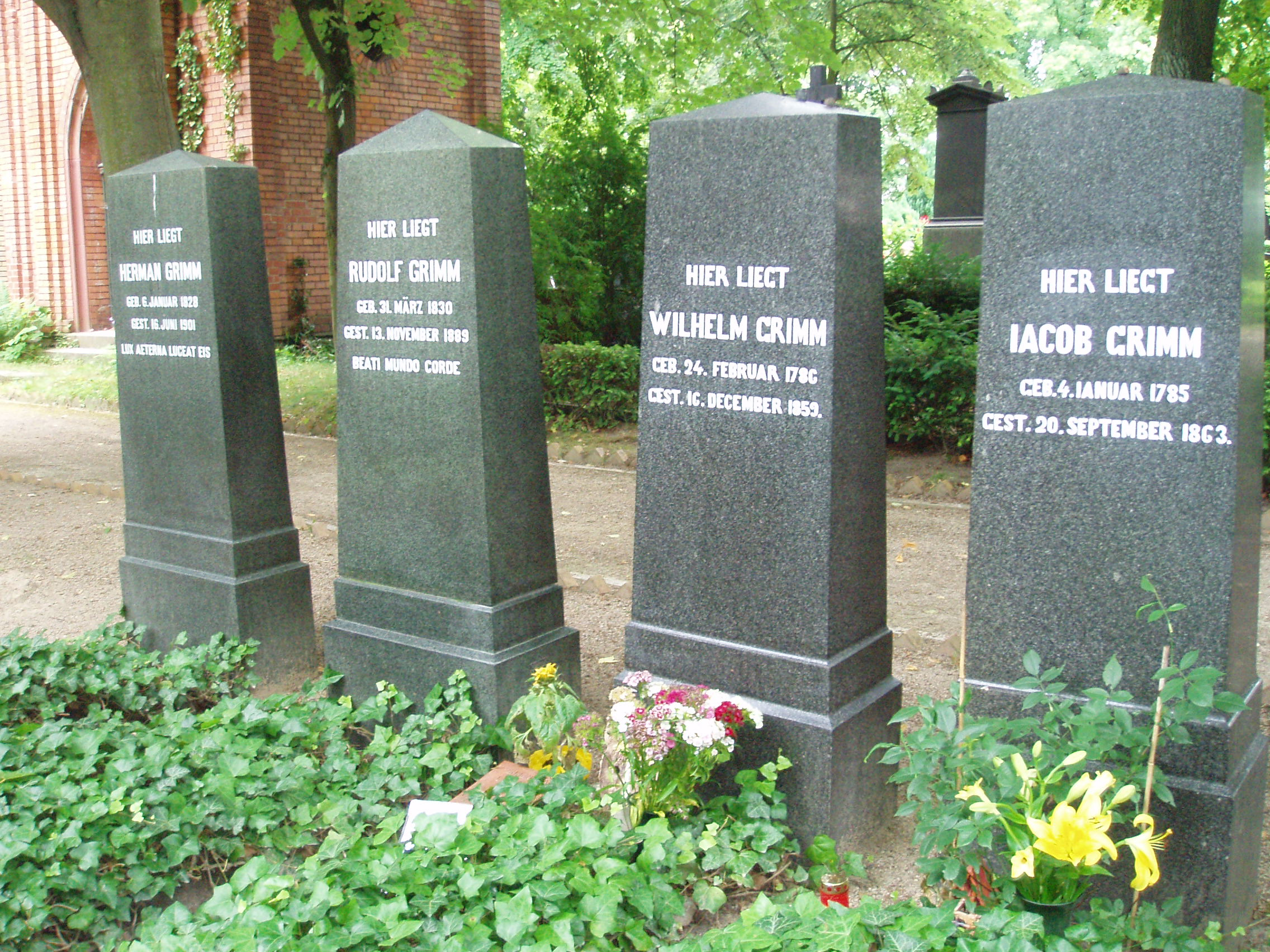
Grafstenen in Berlin-Schöneberg

De gebroeders Grimm waren de Duitse broers en taalkundigen Jacob Ludwig Karl Grimm en Wilhelm Karl Grimm.

## Levensloop
Jacob (1785-1863) was een Duitse taalkundige. Hij was hoogleraar in Göttingen en Berlijn. Hij deed baanbrekend werk in onder meer de lexicografie en de kennis van mythologie en sprookjes. Hij en zijn broer Wilhelm (1786-1859) verzamelden Duitse volksverhalen, die zij publiceerden onder de titel Kinder- und Hausmärchen (1812-1822).
In 1838 begonnen zij met het Deutsches Wörterbuch, dat echter pas voltooid werd in 1960.

## Klankwet
Jacob Grimm ontdekte de wetmatigheid in de verschuiving van medeklinkers in de Indo-Europese talen, de eerste Germaanse klankverschuiving ('wet van Grimm').

## Sage
Later ontstond de aan de gebroeders Grimm zelf gekoppelde 'sage', waarin werd verteld dat zij jarenlang door de Duitse landen waren getrokken om er de sprookjes te verzamelen. In feite werden de teksten aan de broers toegestuurd door vrouwen uit hogere kringen. Met een van hen, Dortchen Hassenpflug, trouwde Wilhelm Grimm later.

## Publicaties

### Gezamenlijk
- Kinder- und Hausmärchen. 1. Auflage: 2 Bände 1812, 1815
- Deutsche Sagen. 2 Bände 1816, 1818
- Irische Elfenmärchen. Leipzig, 1826
- Deutsche Mythologie, 1. Auflage 1835
- Deutsches Wörterbuch, 1. Band 1854, 33. Band 1960
- Kinder und Hausmärchen gesammelt durch die Brüder Grimm, Rob Riemann (Hrsg.): Met 446 illustraties van Otto Ubbelohde. 3 Bände., Turm-Verlag, Leipzig 1906

### Jacob Grimm
- Deutsche Grammatik, 1. Auflage: 4 Bände 1819-1837

## In fictie
- De gebroeders Grimm spelen een belangrijke rol in de Belgische televisieserie Kulderzipken (1995-1997). Daar spelen ze een verstrooid gezelschap en helpen Kulderzipken met hun vele uitvindingen om de Moeder van de duivel te snel af te zijn.
- In 2005 verscheen de Europees-Amerikaanse film The Brothers Grimm. Dit fantasieverhaal verhaalt over de broers die van dorp naar dorp trekken om daar geesten te verdrijven, het blijkt dat ze de boel beduvelen omdat de "geesten" ook door hen gemaakt zijn. De broers verdienen zo de kost, maar op een gegeven moment ontdekken ze dat er toch meer tussen hemel en aarde is.
- De Amerikaanse televisieserie Grimm, waarvan de eerste aflevering in 2011 werd uitgezonden, stelt dat grimms mensen zijn die, anders dan hun soortgenoten, allerlei mythische wezens (wesen) kunnen zien zoals ze werkelijk zijn. Veel van deze wesen zijn gebaseerd op verhalen van de gebroeders Grimm.

## De derde broer
Ludwig Emil Grimm (Hanau, 14 maart 1790 - Kassel, 4 april 1863) was een getalenteerd schilder, tekenaar en vooral etser. Hij was de jongste broer van Jacob en Wilhelm Grimm. Deze beiden bekostigden Ludwig Emils studie aan de kunstacademie van München (1809-1814). Vaak heeft hij etsen en prenten van zijn beide broers en hun vrienden gemaakt. Ludwig Emil werd later zelf professor aan de kunstacademie te Kassel.

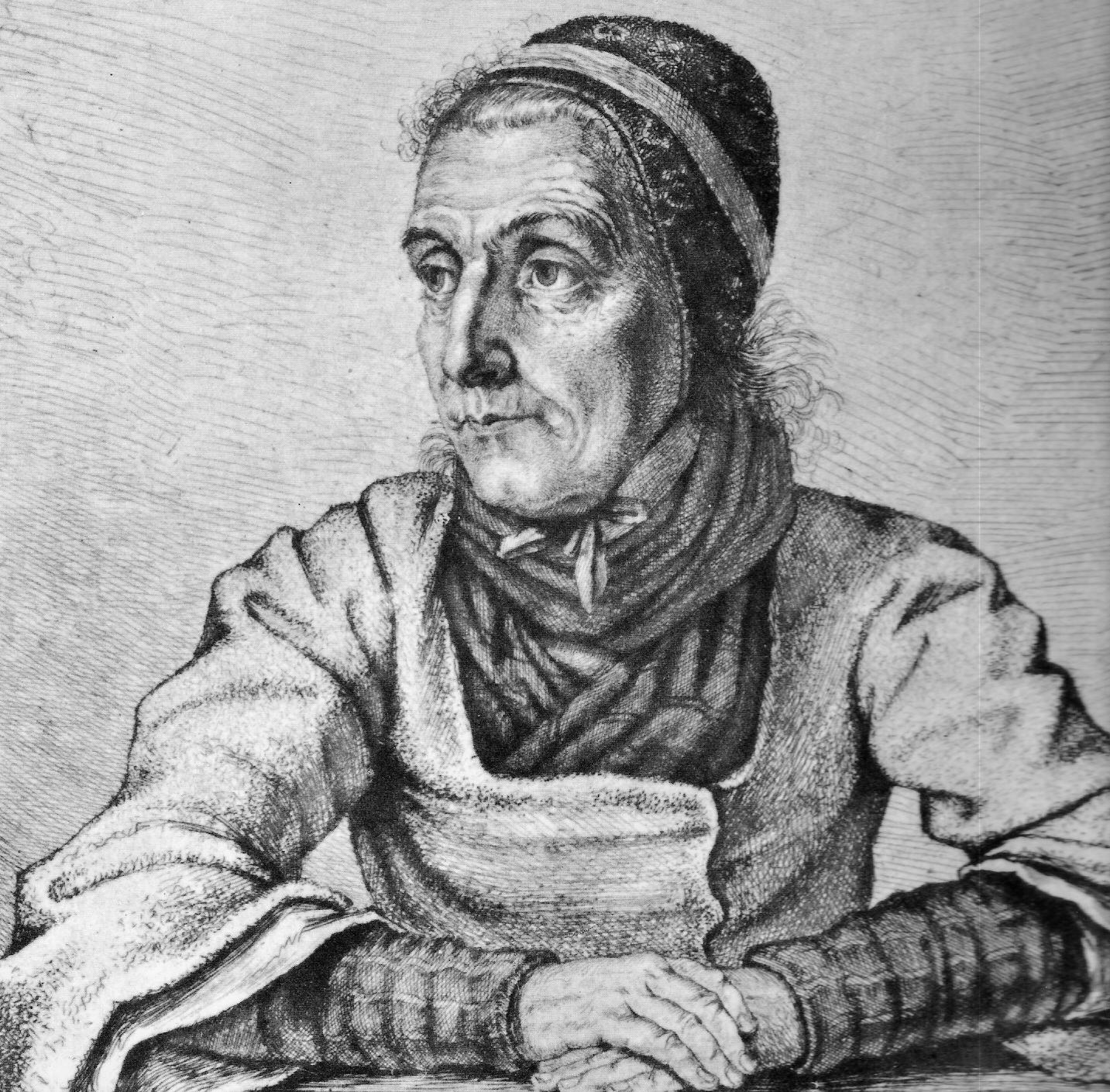
Dorothea Viehmann (1755-1815), ets door Ludwig Emil Grimm.

- Bibsys: 11021389
- Bibliothèque nationale de France: cb125242634 (data)
- Gemeinsame Normdatei: 1083009273
- Nationale Bibliotheek van Letland: 000283809
- MusicBrainz: a0be83cd-c958-4734-a3c2-db35607ac178
- Russische Staatsbibliotheek: 000006031
- Système universitaire de documentation: 034491503
- Union List of Artist Names: 500397688
- Virtual International Authority File: 7148995993859752229